# Conspiration des cellules de feu
 (août 2017).
La Conspiration des cellules de feu (en grec : Συνωμοσία των Πυρήνων της Φωτιάς, Synomosía Pyrínon Tis fotias) (SPF) est une organisation anarchiste insurrectionnelle grecque. L'organisation est apparue le 21 janvier 2008, avec une vague de 11 attaques à la bombe incendiaire contre des concessionnaires de voitures de luxe et des banques à Athènes et Thessalonique. 
Une vague d’attentats est née, souvent suivies de communiqués exprimant leur solidarité avec les anarchistes emprisonnés en Grèce ou ailleurs dans le monde. 
En septembre 2009, à la suite de l'utilisation de bombes à retardement, quatre membres présumés du groupe sont arrêtés. En novembre 2010, deux autres suspects ont été arrêtés alors qu'ils tentaient d'expédier des colis piégés aux ambassades et aux dirigeants de l'Union européenne. L'organisation a été désignée comme un groupe terroriste par le Département d'État des États-Unis le 13 octobre 2011.

## Histoire
La Conspiration des cellules de feu a conduit sa première vague d'attaques à la bombe incendiaire vers 1 heure du matin (heure locale), le 21 janvier 2008, en utilisant des bombes fabriquées à l'aide de bouteille de gaz, pour exprimer leur solidarité avec un anarchiste emprisonné. À 17 h, le 20 février 2008, à Athènes, un dispositif incendiaire a explosé au cabinet juridique d'Anastasios Papaligouras, ancien ministre de la Justice. Une employée a été blessée par des éclats de verre brisé. Le lendemain, des assaillants ont fait exploser des engins incendiaires lors de huit attaques distinctes dans certaines villes de l'Attique. Ciblant des banques, une compagnie d'assurance et plusieurs véhicules. Un incident semblable s'est produit à Thessalonique le 19 mars, quand des attaquants ont incendié un hôtel de ville et trois véhicules de sécurité. De nouvelles attaques ont frappé Athènes les 9 et 10 avril 2008, quand des dispositifs incendiaires ont explosé, durant la nuit, à l'institut italien de la culture, un atelier de réparation de véhicule et quatre concessionnaires automobiles. Le 3 décembre à 17h50, un engin explosif improvisé a explosé dans les bureaux athéniens de l'Agence France-Presse. 
Le groupe a été crédité d'au moins quatre attaques en 2009. Le 7 juillet, une explosion s'est produite à l'extérieur de la maison de Panagiotis Chinofotis, ministre de l'Intérieur. La bombe a ensuite été revendiquée par la Conspiration des cellules de feu, qui affirmait que Chinofotis portait une part de responsabilité dans l'assassinat d'Alexandros Grigoropoulos, le jeune étudiant dont le meurtre par des policiers en décembre 2008 avait conduit aux émeutes de 2008 en Grèce. Le 30 octobre, un dispositif similaire a explosé à l'extérieur de la maison athénienne de Marietta Giannakou, un éminent conservateur député de l'opposition au Parlement européen, provoquant des dégâts mineurs et aucun blessé. Le 14 novembre, une bombe a explosé devant la maison du député du Mouvement socialiste panhellénique Mimis Androulakis à Kareas en banlieue est d'Athènes. Le groupe a revendiqué l'attaque, accusant Androulakis d'avoir trahi la gauche. Le 28 décembre, une puissante bombe a explosé dans le quartier de Neos Kosmos d'Athènes, endommageant le bâtiment de la compagnie d'assurance Ethniki Asfalistiki, situé sur l'avenue Syngrou. Le communiqué de l'organisation annonce une nouvelle alliance avec un groupe qui a eu accès à de véritables explosifs.

### 2010: colis piégés et arrestations
Selon Libération du 3 novembre 2011, « sept nouveaux paquets, adressés aux ambassades de Suisse, de Bulgarie, de Russie, du Chili et d'Allemagne ont été recensés ou interceptés à l'aéroport d’Athènes. Deux d'entre eux, reçus par les représentations suisse et russe, ont explosé à réception, provoquant une faible déflagration qui n'a fait aucune victime. Enfin, deux paquets destinés à Europol aux Pays-Bas et à la Cour européenne de justice au Luxembourg ont été neutralisés à l’aéroport. La veille, un colis de même nature avait explosé à l’ambassade du Mexique tandis que les artificiers étaient intervenus à l’ambassade des Pays-Bas pour en désamorcer un ».
Ces actions intervenaient alors que le pays connaissait depuis des mois des troubles sociaux de grande ampleur : manifestations tournant parfois à l'émeute, grèves dans les secteurs touchés par la crise de 2008, mais aussi tensions provoquées par la mort du jeune Alexis Grigoropoulos, 15 ans, tué le 6 décembre 2008 à Athènes (dont la commémoration de la mort donne lieu chaque année à des affrontements). 
Les tensions sont exacerbées par la montée d'un parti d'extrême droite Aube dorée, dont les militants, outre les actions politiques classiques (réunions et manifestations), se livraient aussi à des attaques contre les immigrés et réfugiés. 
Le 30 décembre 2010, l'explosion d'une moto piégée a causé des dommages majeurs à un tribunal d'Athènes, mais n'a causé aucune blessure, car la police avait fait évacuer le secteur après un appel d'avertissement.

### Depuis 2011
En mai 2011, un échange de tirs s'est produit dans une banlieue d'Athènes entre des policiers et une personne suspectée d'être liée à la l'organisation causant des blessures à deux policiers de même qu'au suspect. Les empreintes digitales du suspect ayant supposément été trouvées dans un appartement de Vólos où de nombreux membres de l'organisation avaient été arrêtés précédemment. On a rapporté qu'un deuxième suspect aurait été impliqué dans l'échange de tirs, mais il est peu clair si cette personne a été appréhendée.
Selon la police grecque cette personne serait un anarchiste nommé Giannis Michailidis qui a été arrêté en février 2013 et envoyé en prison avec trois autres anarchistes, à la suite d'un double braquage d’une banque et d’un bureau de poste à Velventos
Il s’évade de la prison de Tyrintha en 2019 mais est repris la même année. Toujours en prison en 2022 il a entamé une grève de la faim pour obtenir sa libération conditionnelle. 
En mars 2017, la police soupçonne le groupe après l'envoi de colis piégés à destination d'une antenne régionale de la Banque centrale européenne (BCE) et de deux hauts responsables de la zone euro. Les colis sont interceptés par la police grecque. Auparavant, une enveloppe piégée avait explosé dans les bureaux du Fonds monétaire international (FMI) à Paris.
Le 25 mai, l’explosion d’une lettre piégée avait blessé Lucas Papademos, premier ministre grec entre 2011 et 2012, il est possible que l'action (non revendiquée) soit l'oeuvre de Conspiration des cellules de feu.[réf. nécessaire] (source www.huffingtonpost.fr du 25 mai 2017) 
La police grecque a annoncé en octobre 2017, l’arrestation d’un premier suspect, un Grec de 29 ans pour les faits d'envoi de lettres piégées. Cette personne, a été en janvier 2020 acquitté en appel d’appartenance à une organisation terroriste (la Conspiration des Cellules de Feu), de fabrication d’explosifs et de financement d’une organisation terroriste, mais reconnu coupable de possession illégale d'explosif et de munition et condamné pour ces faits à un total de 11 ans et 2 mois de prison, sans possibilité de libération conditionnelle. (Source: Athens IMC) 

#### Colis piégé contre le FMI à Paris
Dans la matinée du jeudi 16 mars 2017 vers 11h30, un paquet envoyé par La Poste au Fonds monétaire international de Paris explose. La personne qui l'a ouvert est légèrement brûlée aux mains et au visage, elle se trouvait dans son bureau avec deux autres personnes.
La section anti-terroriste du parquet de Paris ouvre une enquête en flagrance des chefs de "tentative d'assassinat en relation avec une entreprise terroriste", "destruction par moyen explosif", "association de malfaiteurs" et "détention et transport de moyen explosifs". L'enquête est confiée à la SDAT et la DGSI.
Selon la police, la victime n'était pas la destinataire du colis, adressé à un cadre du FMI. La déflagration a été légère, elle n'a pas fait de dégâts et n'a pas été entendue par l'ensemble des occupants du bâtiment, mais les locaux, situés avenue d'Iéna, dans le XVIe arrondissement de Paris, ont été évacués par précaution.  
« Il semble que ce soit un engin pyrotechnique ou une sorte de gros pétard », a ajouté le préfet à propos de l'explosif lors d'un point presse. 
« Ce n'est en rien une bombe », assure-t-il, évoquant un objet « artisanal » qui a causé une « petite explosion ».
Les mêmes faits se sont déroulés la veille en Allemagne, en effet le mercredi 15 mars, un colis piégé a été intercepté au bureau de poste du ministère allemand des Finances. Une enquête a donc été ouverte en Allemagne, afin de déterminer l'identité de l'expéditeur de ce courrier qui a été expédié depuis la Grèce, contenant un mélange explosif « fréquemment utilisé » dans la pyrotechnie.
Le colis piégé était adressé au ministre des Finances Wolfgang Schäuble et le nom d'un cadre du principal parti d'opposition de droite, Nouvelle-Démocratie (ND), figurait dans la case dédiée à l'identité de l'expéditeur.
La Conspiration des cellules de feu a revendiqué, le jeudi 16 mars, l’envoi d’un colis piégé, la veille, au ministère des finances allemand, d’après les enquêteurs, ils seraient également à l’origine de l’incident survenu le même jour à Paris au siège du FMI. En effet, les mêmes méthodes ont été utilisées et rappellent les tactiques de la mouvance anarchiste grecque.
Lors d'une visite à Toulon, François Hollande a déclaré  « Nous sommes encore en face d'un attentat, il n'y a pas d'autre mot face à un colis piégé » en ajoutant « qu'il y a l'état d'urgence, j'ai annoncé qu'il devait être prolongé jusqu'au 15 juillet ».
« Je condamne cet acte de violence lâche et réaffirme la volonté du FMI de continuer à travailler dans la continuité de notre mandat », a affirmé Christine Lagarde, présidente du FMI.
« Nous travaillons de concert avec les autorités françaises pour enquêter sur cet incident et nous assurer de la sécurité de nos employés », a ajouté l'ex-ministre de l'Économie française.

## Procès et condamnations
En 2011, deux Grecs de 23 ans, principaux accusés du procès du groupe extrémiste anarchiste, sont condamnés à 37 ans de prison chacun, après avoir été reconnus coupables de "participation à un groupe terroriste". D'autres membres du groupuscule se sont vus infliger diverses peines de prison

### 2016: verdict du procès des CCF
Le 8 juillet 2016, le tribunal de Korydallos a condamné tous les membres de la Conspiration des Cellules de Feu pour les accusations suivantes :
- mise en place d'un engin explosif au bureau du fisc de Korydallos,
- envoi d'un colis piégé au commissariat d’Itea,
- envoi d'un colis piégé au juge spécial anti-terroriste,
- planification d'une évasion armée de la prison de Korydallós et pour possession d’armes à feu, d’explosifs et d’armes anti-chars RPG.

Les dix membres de la Conspiration qui comparaissaient ont tous écopé de 115 années de prison : Gerasimos et Christos Tsakalos, Giorgos Polidoros, Olga Ekonomidou, Theofilos Mavropoulos, Panagiotis Argirou*, Giorgos Nikolopoulos, Michalis Nikolopoulos, Damiano Bolano et Haris Hadjimihelakis
Jugé dans le même procès, l’anarchiste Angeliki Spyropoulou (non-membre de la CCF) a été condamné à 28 années d’emprisonnement.
Du côté des proches des membres de la CCF : Athena Tsakalos et Evi Statiri (la mère des deux frères Tsakalos et la compagne de l’un des deux) ont été déclarées non coupable
Christos Polidoros (frère de Giogors) a été condamné à six ans de prison avec sursis pour "appartenance à une organisation terroriste".
Ce procès avait débuté le 26 avril 2016 (source : Contra-Info). 
- le 8 avril 2019 Panagiotis Argirou sort de prison, il y est resté huit ans et cinq mois, avec plusieurs condamnations qui auraient atteint un total de 220 années avant le procès en appel (les sentences initiales sont : 37 ans pour l’affaire « Halandri » , 10 ans pour l’affaire « des bombes », 21 ans pour l’affaire du « Projet Phoenix », 23 ans dans le procès pour toutes les actions de la CCF, 115 ans pour la tentative d’évasion, 7 ans pour l’incendie d’un bus). Après avoir purgé un tiers de sa condamnation (après confusion des peines il avait écopé de 25 ans)(source https://mpalothia.net) il est donc sorti.

Mercredi 24 juillet 2019, Christos et Gerasimos Tsakalos sont sortis de prison. Ils avaient initialement été condamnés à plus de 70 ans de prison,  peine réduits à 20 ans. Ils ont profité de la Loi Paraskevopoulos, promulguée par le précédent gouvernement guidée par SYRIZA, et sont sortis après avoir purgé 8 ans des 20 auxquels ils avaient été condamnés. (sources diverses de Grèce reproduite et traduite par anarchistsworldwide.noblogs.org)

## Sources et bibliographie
- AFP, « Attentat Papademos : la Grèce inquiète de la résilience de l'extrémisme local », La Libre Belgique,‎ 26 mai 2017 (lire en ligne).

- Communisation : le déclin sénile de l'anarchie, mis en ligne le 27 Octobre 2017 sur Infokiosque.net. Ce texte, traduit en anglais et diffusé en juin 2015 sur Inter Arma, a été écrit par les membres emprisonnés de la Conspiration des cellules de feu en Grèce. C’est un fragment d’un pamphlet nommé « FAI reloaded » jamais publié, [lire en ligne].

- Le soleil se lève toujours, mis en ligne le 23 Septembre 2017 sur Infokiosque.net. Ce texte a été diffusé en premier en mai 2011, par les membres emprisonnés de la Conspiration des Cellules de Feu en Grèce, [lire en ligne].

- Marlène Thomas, Colis piégés au FMI : qui se cache derrière le groupe Conspiration des cellules de feu ?, L'Obs, 17 mars 2017, [lire en ligne].